# Polskie Towarzystwo Gleboznawcze
Polskie Towarzystwo Gleboznawcze (PTG) – organizacja propagująca osiągnięcia naukowe z zakresu badań środowiska glebowego oraz stymulująca rozwój gleboznawstwa, chemii rolnej i mikrobiologii rolniczej. Jej celem są również starania przyczyniające się do ochrony i racjonalnego gospodarowania gruntami. Towarzystwo realizuje swoje zadania poprzez organizowanie zjazdów i konferencji naukowych, zacieśnianie współpracy międzynarodowej, prowadzenie działalności wydawniczej, popularyzatorskiej i edukacyjnej oraz inicjowanie badań naukowych i współdziałanie w ich prowadzeniu.
PTG powstało w 1937 z inicjatywy Feliksa Terlikowskiego, Jana Włodka i Tadeusza Mieczyńskiego. Towarzystwo jest członkiem Międzynarodowej Unii Towarzystw Gleboznawczych (IUSS), współpracuje z Europejską Unią Nauk o Ziemi (EGU), Komitetem Gleboznawstwa i Chemii Rolnej PAN, Polskim Towarzystwem Substancji Humusowych, Polskim Towarzystwem Geologicznym, Polskim Towarzystwem Leśnym i Polskim Towarzystwem Botanicznym. 
PTG aktualnie liczy 555 członków, zrzeszonych w 15 oddziałach regionalnych.  Wydaje kwartalnik „Roczniki Gleboznawcze”, poświęcony szerokiemu spektrum zagadnień dotyczących środowiska glebowego. W „Rocznikach” publikowane są oryginalne prace oraz artykuły problemowe, w języku polskim lub angielskim.
PTG organizuje regularne kongresy tematyczne. Jubileuszowy, 30. kongres PTG odbył wie w roku 2019 w Lublinie.